# Gemitus Britannorum
Gemitus Britannorum (eng. Groans of the Britons,) je ime apela Brita rimskoj vojsci za pomoć protiv piktskih i škotskih upadica. Prva povijesna referencija na apel je u Gildasovom dokumentu iz 6. stoljeća De Excidio et Conquestu Britanniae; Gildasov je poslije ponovio Beda Časni u Historia ecclesiastica gentis Anglorum. Prema Gildasu, poruka je naslovljena na generala Flavija Aecija i zahtijevala je njegovu pomoć u obrani bivše Britanije od Pikta i Skota. Zapadno Rimsko Carstvo koje se urušavalo imalo je malo vojnih pričuvnih resursa tijekom opadanja moći. Zapis je dvojben o tome kakav je bio odgovor na apel, ako ga je uopće bilo. Prema Gildasu i raznim kasnijim srednjovjekovnim vrelima, neuspjeh rimskih vojska u osiguravanju Britanije dovela je Brite do pozivanja anglosaskih plaćenika na otok, dovevši tako do anglosaskog naseljavanja na Britaniju.